# Лехтуси
Лехтуси (рос. Лехтуси) — присілок у Всеволожському районі Ленінградської області Російської Федерації.
Населення становить 31 особу. Належить до муніципального утворення Лесколовське сільське поселення.

## Історія
Від 1 серпня 1927 року належить до Ленінградської області.

## Населення
| 1838 | 1848 | 1862 | 1896 | 1926 | 1939 | 1958 |
| ---- | ---- | ---- | ---- | ---- | ---- | ---- |
| 214  | ↗228 | ↘203 | ↗411 | ↗457 | ↘227 | ↘134 |
| 1997 | 2002 | 2007 | 2010 | 2013 | 2017 |      |
| ↘6   | ↗10  | ↘7   | ↗732 | ↘24  | ↗31  |      |